# 반민특위 (드라마)
《반민특위》는 1990년 8월 19일부터 1990년 8월 21일까지 방영된 문화방송 8.15 특집 드라마이다.
이 드라마는 1948년 9월 법률 제3호로 공포된 《반민족행위처벌법》 제정과 반민족행위특별조사위원회(반민특위)의 와해 과정을 소재로, 이승만이 반민특위의 활동을 방해한 이유, 반민 해당자들의 와해 공작 과정, 친일 실업가 박흥식의 체포와 재판 등을 통해서 반민특위의 출범으로부터 1949년 8월 유야무야 종결될 때까지를 그렸다.
한편, 텔레비전에서 반민특위의 활동이 가지는 역사적 의미를 처음 다루었다는 의의도 있지만, 방영 당시의 시국 상황에도 적용시켜 볼 수 있는 ‘과거 청산’을 다루며 많은 시청자들에게 관심을 받으며 시청 점유율 45%를 웃도는 결과를 낳았다.

## 등장 인물
- 전운 : 신익희 역
- 최불암 : 이승만 역
- 박규채 : 이기용 역
- 신구 : 박흥식 역
- 오지명 : 이종형 역
- 백윤식 : 이광수 역
- 한인수 : 김상덕 역
- 김진태 : 김구 역
- 심양홍 : 채병덕 역
- 김성겸 : 조병옥 역
- 김용건 : 장택상 역
- 길용우 : 노일환 역
- 정한용 : 김민식 역
- 김상순 : 김태석 역
- 강계식 : 최린 역
- 박영태 : 김상돈 역
- 김길호 : 곽상훈 역
- 홍계일 : 신태익 역
- 박영지 : 김명동 역
- 임정하 : 김웅진 역
- 이대로 : 김병로 역
- 정성모 : 백민태 역
- 임성미 : 백민태 부인 역
- 정한헌 : 정국은 역
- 박광남 : 김태선 역
- 신충식 : 노덕술 역
- 최명수 : 이인 역
- 남성훈 : 최능진 역
- 변희봉 : 최운하 역
- 임문수 : 서순영 역
- 김기일 : 최연 역
- 정진 : 시민 역
- 박경현 : 장경근 역
- 최병학 : 김약수 역
- 김호영 : 김태한 역
- 박종관 : 김동성 역
- 유판웅
- 김사천 : 이성득 역
- 임영규 : 정준 역
- 이계인 : 박해정 역
- 남영진 : 윤재욱 역
- 양택조 : 최경진 역
- 한규희 : 최난수 역
- 최재호 : 시민 역
- 나영진 : 이의식 역
- 신국 : 권승렬 역
- 박성식
- 송경철
- 정태섭
- 김기현 : 이범석 역
- 이기영
- 정상철 : 장홍염 역
- 박종설 : 국회의원 역
- 강성욱 : 서성달 역
- 윤석오 : 손빈 역
- 이의일
- 문회원 : 김정채 역
- 김주영 : 조응선 역
- 차윤회 : 김병회 역
- 한태일
- 윤순홍 : 수감된 친일파들을 취재하는 기자 역
- 신명철
- 심우창 : 이광수를 심문하는 형사 역
- 박희우 : 윤기병 역
- 홍성선
- 김두삼
- 박경순
- 전국근 : 오택관 역
- 전희룡
- 이상숙 : 이종형 부인 역
- 차재홍 :
- 이은철 : 기자 역
- 김옥만
- 박용수 : 유성갑 역
- 이원재
- 최한호
- 윤철형
- 이정훈
- 이재룡
- 이성용 : 홍택희 역
- 김홍
- 이동주 : 이승우 역
- 김영인 : 하판락 역
- 박소현 : 배정자 역
- 홍순창 : 김덕기 역
- 장인한
- 정명환
- 김용선
- 허기호
- 정호근 : 이재형 역
- 강상구
- 김영석
- 유준석
- 신동욱
- 김성훈
- 나성균 : 이원보 역
- 이종구 : 이호 역
- 김웅철 : 전봉덕 역
- 김명수
- 김인수 : 허일 역
- 김찬구
- 장보규 : 오제도 역
- 이영
- 장선숙 :정재한 역
- 강필순